# Gymnochthebius setosus
Gymnochthebius setosus är en skalbaggsart som beskrevs av Perkins 2005. Gymnochthebius setosus ingår i släktet Gymnochthebius och familjen vattenbrynsbaggar. Inga underarter finns listade i Catalogue of Life.